# Lophium barbarum
Lophium barbarum är en svampart som beskrevs av Fr. 1819. Lophium barbarum ingår i släktet Lophium och familjen Mytilinidiaceae.   Inga underarter finns listade i Catalogue of Life.
I den svenska databasen Dyntaxa används istället namnet Ostropa barbara för samma taxon.  Arten är reproducerande i Sverige.